# 村上義則
村上 義則（むらかみ よしのり、1950年6月15日 - ）は、香川県小豆郡小豆島町出身の元プロ野球選手（投手）。
小豆島からは常盤佳久、石床幹雄に続くプロ野球選手。

## 来歴・人物
小豆島高では大型左腕投手として注目される。1968年のドラフト会議で阪急ブレーブスから11位指名されるも入団を拒否し、社会人野球の大倉工業へ進む。
1970年の都市対抗野球では、四国電力の補強選手として本戦に出場する。
1970年のドラフト会議で中日ドラゴンズから4位指名を受け入団。入団時、背番号は小豆島を舞台にした壺井栄の名作「二十四の瞳」にちなんだ「24」と、村上自身が憧れていた同じ左腕の大投手である金田正一の「34」が用意されていたが、村上は迷わず「34」を選んだと言われている。
1972年から一軍で起用され、1974年6月28日の対阪神タイガース戦でリリーフとして初勝利をあげる。同年10月14日には読売ジャイアンツを相手に初先発を果たすが、6回に末次利光に逆転2点本塁打を喫し、敗戦投手となる。1976年は中継ぎとして好成績を残すが、翌1977年には不振が続き、同年オフに戦力外通告を受けた。
オーバースローのフォームからの速球と、ドロップのようなカーブとシュートが武器。
村上はある試合に登板したことで日本プロ野球史にその名を残している。それは巨人・長嶋茂雄の引退試合となった、1974年10月14日に後楽園球場で行われた巨人対中日ダブルヘッダー（第25・最終26回戦）で、前述のように村上は第1試合に先発投手として登板したが（これがプロ唯一の先発）、4回裏に長嶋に通算444本目、即ち長嶋のプロ公式戦最後のホームランを献上したことにより、村上は「長嶋茂雄に本塁打を打たれた最後の投手」として球史に名を残すこととなった。

## 詳細情報

### 年度別投手成績
| 年 度     | 球 団     | 登 板 | 先 発 | 完 投 | 完 封 | 無 四 球 | 勝 利 | 敗 戦 | セ 丨 ブ | ホ 丨 ル ド | 勝 率 | 打 者 | 投 球 回 | 被 安 打 | 被 本 塁 打 | 与 四 球 | 敬 遠 | 与 死 球 | 奪 三 振 | 暴 投 | ボ 丨 ク | 失 点 | 自 責 点 | 防 御 率 | W H I P |
| --------- | --------- | ----- | ----- | ----- | ----- | -------- | ----- | ----- | -------- | ----------- | ----- | ----- | -------- | -------- | ----------- | -------- | ----- | -------- | -------- | ----- | -------- | ----- | -------- | -------- | ------- |
| 1972      | 中日      | 2     | 0     | 0     | 0     | 0        | 0     | 0     | --       | --          | ----  | 8     | 2.1      | 1        | 0           | 1        | 0     | 0        | 1        | 0     | 0        | 0     | 0        | 0.00     | 0.86    |
| 1974      | 中日      | 6     | 1     | 0     | 0     | 0        | 1     | 1     | 0        | --          | .500  | 69    | 15.1     | 19       | 3           | 7        | 0     | 0        | 3        | 0     | 0        | 8     | 8        | 4.70     | 1.70    |
| 1976      | 中日      | 6     | 0     | 0     | 0     | 0        | 0     | 0     | 0        | --          | ----  | 34    | 8.0      | 5        | 0           | 6        | 1     | 0        | 7        | 0     | 0        | 0     | 0        | 0.00     | 1.38    |
| 1977      | 中日      | 6     | 0     | 0     | 0     | 0        | 0     | 0     | 0        | --          | ----  | 31    | 6.1      | 11       | 2           | 3        | 0     | 1        | 3        | 0     | 0        | 6     | 6        | 8.53     | 2.21    |
| 通算：4年 | 通算：4年 | 20    | 1     | 0     | 0     | 0        | 1     | 1     | 0        | --          | .500  | 142   | 32.0     | 36       | 5           | 17       | 1     | 1        | 14       | 0     | 0        | 14    | 14       | 3.94     | 1.66    |

### 記録
- 初登板：1972年9月11日、対ヤクルトアトムズ23回戦（中日スタヂアム）、9回表2死から4番手で救援登板・完了、1/3回無失点
- 初勝利：1974年6月28日、対阪神タイガース12回戦（中日スタヂアム）、8回表無死から4番手で救援登板・完了、2回無失点
- 初先発：1974年10月14日、対読売ジャイアンツ25回戦（後楽園球場）、5回2/3を4失点で敗戦投手

### 背番号
- 34（1971年 - 1977年）